# Państwowy wzorzec jednostki miary
Państwowy wzorzec jednostki miary – wzorzec jednostki miary uznany urzędowo w Rzeczypospolitej Polskiej za podstawę do przypisywania wartości innym wzorcom jednostki miary danej wielkości fizycznej. Państwowe wzorce jednostek miar, utrzymywane przez Główny Urząd Miar, reprezentują najwyższy w kraju poziom dokładności. Zgodnie z utrzymywaną przez Główny Urząd Miar spójnością pomiarową, wzorce niższych rzędów, będące w dyspozycji urzędów miar, laboratoriów akredytowanych czy przemysłu, odnosi się do wzorców państwowych.
Warunki i tryb uznawania wzorców jednostek miar za państwowe wzorce jednostek miar określa rozporządzenie Ministra Gospodarki, Pracy i Polityki Społecznej z dnia 30 stycznia 2003 r. w sprawie uznawania wzorców jednostek miar za państwowe wzorce jednostek miar (Dz. U. Nr 31, poz. 257) oraz rozporządzenie Ministra Gospodarki z dnia 27 lutego 2007 r. zmieniające rozporządzenie w sprawie uznawania wzorców jednostek miar za państwowe wzorce jednostek miar (Dz.U. Nr 44, poz. 280).

## Państwowe wzorce
- ciśnienia akustycznego[4]
- wielkości drgań mechanicznych[5]
- długości[6]
- kąta płaskiego[7]
- kąta skręcania płaszczyzny polaryzacji płaskospolaryzowanej fali świetlnej w widzialnym zakresie widma[8]
- współczynnika załamania światła[9]
- strumienia świetlnego[10]
- światłości[11]
- masy[12]
- napięcia elektrycznego stałego[13]
- indukcyjności[14]
- pojemności elektrycznej[15]
- stosunku napięć elektrycznych przemiennych o częstotliwości 50 Hz[16]
- napięcia elektrycznego przemiennego[17]
- stosunku prądów elektrycznych przemiennych o częstotliwości 50 Hz[18]
- rezystancji[19]
- czasu i częstotliwości[20]
- przewodności elektrycznej właściwej elektrolitów[21]
- gęstości[22]
- temperatury w zakresie od -189,3442°C do 961,78°C[23]
- pH[24]
- aktywności promieniotwórczej radionuklidów[25] – przechowywany w Ośrodku Badawczo-Rozwojowym Izotopów POLATOM w Otwocku-Świerku (wzorzec nadzorowany przez GUM)
- temperatury w zakresie niskich wartości (od -259,3467°C do 0,01°C) – przechowywany w Instytucie Niskich Temperatur i Badań Strukturalnych PAN we Wrocławiu (wzorzec nadzorowany przez GUM)[26]